# Knoflookpers

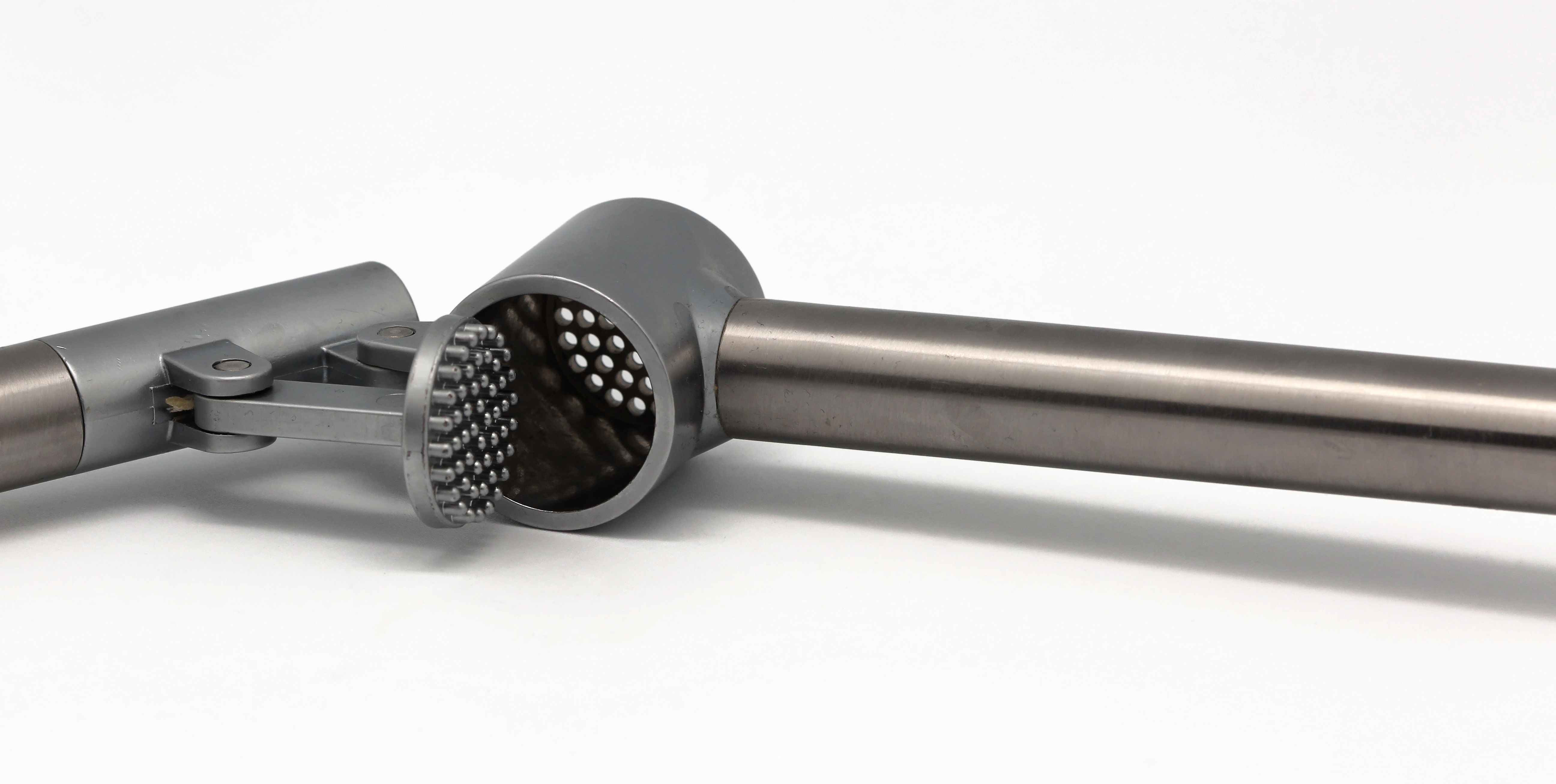
Knoflookpers

Een knoflookpers is keukengerei waarmee knoflooktenen kunnen worden uitgeperst. De pers is een hefboom, waardoor er beter kracht kan worden gezet, met een bakje met gaatjes waar de knoflook doorheen wordt geperst.
De knoflookpers werd in 1950 als Zyliss uitgevonden door de Zwitser Karl Zysset.